# Ochthebius rivalis
Ochthebius rivalis är en skalbaggsart som beskrevs av Champion 1920. Ochthebius rivalis ingår i släktet Ochthebius och familjen vattenbrynsbaggar. Inga underarter finns listade i Catalogue of Life.